# Papa Don’t Preach
A Papa Don't Preach című dal az amerikai énekesnő Madonna második kimásolt kislemeze a harmadik True Blue című stúdióalbumáról. A dalt Brian Elliot írta, a további dalszövegeket Madonna és Stephen Bray. A dal remix változata szerepel az 1990-ben megjelent The Immaculate Collection című válogatáslemezen, eredeti változatban pedig a 2009-ben megjelent "Celebration" című válogatás lemezen. A dal zenei stílusát a klasszikus pop ötvözi. Dalszövegei pedig a serdülőkori terhességről, és az ahhoz kapcsolódó dolgokról szól. A kislemezt 1986. június 11-én jelentette meg a Sire Records.
A dal kereskedelmileg sikeres volt, mely Madonna negyedik első helyezést elért kislemezévé vált a Billboard Hot 100-as listán. Nemzetközi szinten is előkelő helyezést ért el az Egyesült Királyságban, és Ausztráliában. A zenekritikusok jól fogadták a dalt, és gyakran említik az album egyik kiemelkedő felvételeként. A dalhoz James Foley rendezte a klipet, melyben Madonna izmosabb és tónusosabb megjelenéssel platinaszőke vágott hajjal látható. A történet szerint Madonna megpróbálja elmondani apjának, hogy terhes. A videóban a képek egymás mellett futnak, amikor Madonna táncol és énekel, egy kis sötét stúdióban, és egy romantikus estét tölt el barátjával.
Nem sokkal a megjelenés után a dal heves vitákat váltott ki a családsegítés területén működő szervezetektől. Kritizálták Madonnát a tizenéves terhesség ösztönzéséről, míg az abortusz elleni csoportok a dal pozitív abortuszellenes üzenetét látták a dalban. Madonna a dalt öt világturnén adta elő. Legutóbb a Madame X Tour turnén (2019–2020). A dal szintén összetűzésbe került a Vatikánnal, mivel a dalt Madonna II. János Pál pápa számára ajánlotta. Az olasz rajongók bojkottálták koncertjeit az 1987-es Who's That Girl világturnén. 2002-ben Kelly Osbourne a dal rock változatát készítette el, mely szerepelt a Shut Up című debütáló albumán.

## Dalírás és inspiráció
1985 őszén Madonna megkezdte új dalok írását, és felvételét a harmadik "True Blue" című stúdióalbumára. A felvételekhez Steve Bray-t, és Patrick Leonardot választotta, hogy segítsék az új album létrehozását. Az album első dalát a "Papa Don't Preach" címűt Brian Elliot írta, aki szerelmi dalnak írta le a szerzeményt, talán kicsit másképp. A dal inspirációja pletykákon alapul, melyeket Elliot a stúdiója ablakánál hallott, amikor a Los Angelesi középiskolás lányok rendszeresen megálltak ablaka alatt megigazítani a hajukat, és beszélgettek. A dalt a Warner Bros. ügyvezetője Michael Ostin ajánlotta Madonnának, aki korábban a Like a Virgin című dalt is korábban. Madonna a dalhoz csak néhány dalrészletet adott hozzá, így ez volt az egyetlen dal, melynek írásában nem vett aktívan részt. Egy 2009-es Rolling Stone interjú során Austin Scaggs megkérdezte Madonnát, hogy miért volt fontos a dal témája számára, melyre ezt válaszolta:

A dal pontosan illeszkedik a saját személyes dolgaimhoz, amikor a hatóságok kérdőre vonnak, legyen az a pápa, a katolikus egyház, vagy az az apám, és az ő konzervatív patriarchális módjai...A "Papa Don't Preach" nem hordoz magában túl sok véleményt, ezért gondoltam, hogy olyan nagyszerű. Talán az abortusz ellen van? 

## Összetétel
A "Papa Don't Preach" egy tánc pop dal, akusztikus és elektromos gitárokkal, billentyűs hangszerekkel, és vonósok hangszerekkel együttvéve. A dal közepes tempójú 116 BPM / perc ritmusú. A dal F-moll kulcsban van írva. A billentyűs hangszerek és a tempó közös kombinációja disztribúciót hoz létre a pop és a klasszikus ritmus között.
A dal kifejezetten Vivaldi stílusban kezdődik, majd a gyors tempó és a klasszikus stílusú akkord előrehaladása követi a dalszövegeket. A nyitóakkordok és a dallam hangsúlyozzák a vezető hangok hangzását: Fm – E ♭ –D ♭ –Cm – D ♭ –E ♭ –Fm – D ♭ –E ♭ –Fm – melyek egy barokk műre emlékeztetnek. Ezt követi a hangszerek erőteljes üteme. Madonna hangterjedelme F 3 – C 5 között mozog. Más hatású, mint korábbi dalai. Érettebb, központosabb, és alacsonyabb tartományú.
A dalszövegekben Madonna a katolikus nevelése is jelen van, mivel a dal témája egy lányról szól, aki megmondja apjának, hogy terhes, és megtagadja az abortuszt, vagy az örökbefogadást, annak ellenére, hogy a barátjai ezt mondják neki. A dal elején Madonna közvetlenül apjához fordul és megkéri, hogy beszéljen vele felnőttként, és ezt mondja a dalszövegben: "You should know by now that I'm not a baby". A kórusra való visszatérés drámaibb hangot ad, amikor Madonna magasabb hangterjedelemben majdnem sírva mondja, a "Please" szót. A zenei alap spanyol ihletésű ritmust tartalmaz, mely az egyik legkorábbi példa arra, hogy Madonnára hatással volt a spanyol zene.

## Kritikák
A "Papa Don't Preach" című dalról a zenekritikusok elismerően nyilatkoztak. Davitt Sigerson a Rolling Stone magazintól meghallgatta a "True Blue" albumot, és elmondta, hogy az album egyetlen baja, a kiváló dalok hiánya, majd hozzátette, hogy szerinte csak a "Papa Don't Preach" rendelkezik a legmagasabb profillal, úgy mint a "Like a Virgin" vagy a "Dress You Up", és a "Material Girl" dalok. Stephen Thomas AllMusic és Robert Christgau is hozzátette, hogy Madonna nem az átlagos tinédzsereknek beszél a dalaival, de a "Papa Don't Preach" szövege nem egyértelmű, és a definíció szerint még rosszabbá sem tenné a dalt, ha nem kétértelmű lenne a témája.
Sal Cinquemani a Slant magazintól elmondta, hogy olyan dalokkal, mint a "Papa Don't Preach" Madonna átváltott a pop-art-ról a teljes művészies megjelenésre, mellyel csatlakozott a 80-as évek ikonjaihoz, mint Michael Jackson vagy Prince. David Browne az Entertainment Weekly-től Madonna első válogatásalbumát, a The Immaculate Collectiont kommentálta.: "A dal egy 30-as éveiben járó énekesnő kifinomult hangja egy terhes tinédzser hangjában.. – nevetségesnek hangzik". De hozzátette: " Azonban a dal Stephen Bray és Patrick Leonard közreműködésével egy tökéletesen átgondolt pop-dallá alakul. 2005-ben a dal a 486 helyre került a "The 500 Greatest Songs Since You Were Born" ("Az 500 legnagyobb sláger mióta megszülettél") nevezetű  listán. 1987-ben a dalt jelölték a 29. Grammy-díj kiosztón, a Legjobb női popénekes kategóriában, de nem nyert. A díjat Barbra Streisand "The Broadway Album" kapta.

## Videóklip
A videóklipet 1986 májusában forgatták, és Madonna teljesen más képet mutatott. Levetette ékszereit, sminkjét és egy gamin stílusú nőnek öltözött, melyet az 50-es években Shirley MacLaine és Audrey Hepburn használtak. A videóban Madonna fiús stílusa mutatkozott meg, melyhez farmert, és fekete bőrkabátot viselt. A pólóján pedig az "Italians do it Better" felirat látszódott. A videóban Madonna fiús lánykénti megjelenését, és elbűvölő stílusát mutatta meg, melyhez izmosabb felsőtesttel mutatkozott, vágott platina szőkehajjal, és ruházattal, mely a 60-as évekre jellemző fekete melltartóból, és capri nadrágból állt.
A videó rendezője James Foley volt, aki már dolgozott együtt Madonna "Live to Tell" című klipjében is. A "Papa Don't Preach" videó producere David Naylor és Sharon Oreck voltak, valamint Michael Ballhaus volt a fényképész. A videót három nap alatt forgatták le a Staten Island, New York, és Manhattan helyszínein. A Staten szigeteket Foley javaslatára választották, mivel ott nőtt fel, és felmerült, hogy a klipet egy munkásosztály által lakott környezetben akarják leforgatni, mivel korábbi videói, úgy mint a Material Girl, és a Like a Virgin nagyon elbűvölő, és stilizált volt. Kicsit megalapozottabb és "drámaibb" videót akartak forgatni. A klipben Alex McArthur játszotta Madonna barátját, és gyermekének apját. Madonna felfigyelt McArthur-ra az 1985-ös Desert Hearts című filmbéli alakításáért, és úgy gondolta, hogy ő fogja játszani a klipben a barátját, és gyermeke apját. "Kint voltam a garázsban, ahol a Harley-Davidson motoromon dolgoztam" – mondta McArthur. "Felvettem a telefont, és beleszólt egy hang": "Hello Madonna vagyok, szeretném, ha következő videómban szerepelnél".
A zenei videóban New York látképe tárul a néző elé, majd a klip a Staten Island kompjával, és közeli felvételekkel kezdődik. A klipben Madonna apját Danny Aiello játssza, aki nagyon szereti lányát. Nem nézi jó szemmel a kapcsolatát barátjával, akivel egy romantikus estét töltenek együtt egy uszályon, ahol egy idős házaspár veszi szemügyre őket. Ezután kiderül, hogy Madonna terhes, és  úgy dönt, hogy megtartja a babát. Némi habozás után elmondja apjának, akit sokkol a helyzet, és elköltözik, hogy gondolkodjon a dolgon, majd végül elfogadja a terhességet. Ezután apa és lánya megölelik egymást, és kibékülnek.
Georges-Claude Guilbert a Madonna as Postmodern Myth című könyv szerzője Madonna videóbeli megjelenését Marilyn Monroe, Jean Seberg és Kim Novak kombinációjával hasonlította össze, majd hozzátette: "Nehéz elhinni, hogy Madonna nem tudta, hogy hatalmas port fog kavarni a videóval... Egy ilyen dallal és videoklippel Amerika arcába dobta az abortusz vitát, mely ezzel messze nem oldódott meg". Lynda Hart az Acting Out: Feminist Performances szerzője úgy érezte, hogy Madonna két versengő személyt ábrázol a klipben, és kényszerítéssel mindkét személyiséget egy bizonyos életmód meghívására hívja el, folyamatosan tagadva ezzel az önmeghatalmazás retorikájának stílusos hivatkozását. A videó az 1987-es MTV Zenei díjkiosztón jelölve lett a Legjobb női videó díj, a Legjobb operatőr és a Legjobb teljesítményű díjra.

## Sikerek
A "Papa Don't Preach" 1986 júniusában jelent meg az Egyesült Államokban, és a 42. helyen debütált a Billboard Hot 100-as listán. A megjelenéstől számított 8 héten belül slágerlistás első helyezett lett, így ez lett a 4. No. 1. kislemeze az Egyesült Államokban. A dal két hétig volt első helyezett, és 18 hetet töltött a slágerlistán. A dal felkerült a Hot Dance Club Songs kislemezlistára is, a 4. helyre, és a 16. volt az Adult Hot Contemporary listán. 1998 októberében a dal egységes arany minősítést kapott az Amerikai Hanglemezgyártók Szövetsége-től az eladott 1.000.000 eladott példányszám alapján. A dal az 1986-os év végi összesített listán a 29. helyezést érte el. Kanadában az RPM listán az 53. helyen debütált 1986. július 5-én. Két hét alatt elérte a csúcsot, és 20 hétig maradt a slágerlistán. Az 1986. évi RPM összesített listáján a 13. helyezett lett.
Az Egyesült Királyságban a dal 1986. június 16-án jelent meg, és a 13. helyen debütált a kislemezlistán, majd két héttel később No. 1. helyezett lett, és három hétig maradt ezen a helyen. Összesen 15 hétig volt slágerlistás helyezett. A Brit Hanglemezgyártók Szövetsége 1986 augusztusában arany minősítéssel díjazta a dalt az eladott 500.000 példányszám alapján. A hivatalos adatok szerint a kislemezből 2016 augusztusáig 650.700 példányt értékesítettek az Egyesült Királyságban.
A dal egész Európában sikeres volt, és 11 hétig volt az Eurochart Hot 100-as listán. Belgiumban, Írországban, és Norvégiában szintén első helyezett volt a dal. Top 5-ös volt Ausztriában, Franciaországban, Németországban, Hollandiában, Spanyolországban, és Svájcban.
A dal Ausztráliában, Dél-Afrikában és Új-Zélandon Top 5-ös helyezett volt.

## Élő előadások

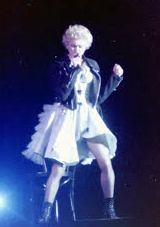
Madonna a "Papa Don't Preach" előadása közben. (1987)

Madonna a dalt négy világturnén mutatta be. Először az 1987-es Who's That Girl World Tour részeként, ahol a színpad körül táncol, fehér spanyol stílusú ruhában, melyet Marlene Stewart tervezett, valamint fekete bőrkabátban, mely hasonlított a videoklipben látható ruhadarabhoz. A mögötte lévő képernyőn II. János Pál pápa és az akkori elnök Ronald Reagan képei forogtak, illetve rövid jelenetek a John Perry III féle The Nightmare című filmből. A dal végén a "Safe Sex" szavak hangzottak el. A dalt Madonna a pápának szentelte, jelezve az első konfliktusát a Vatikánnal, mivel II. János Pál pápa sürgette az olasz rajongókat, hogy bojkottálják a koncerteket. A turné dalának két különféle előadását rögzítették. Az egyik a Who's That Girl: Live in Japan, melyet 1987. június 22-én rögzítették. A másik az olasz koncert, melyet ugyanabban az évben szeptember 4-én vettek fel, és megtalálható a Ciao Italia: Live in Italy nevű VHS-en is.
Három évvel később 1990-ben a Blond Ambition World Tour részeként adta elő a dalt Madonna, ahol katolikus képeket szerepeltetett az előadás során. A színpadon fekete sifonból készített kaftánt viselt, hat férfi táncossal körülvéve. A háttérben gyertyák sorakoztak. Az előadást két különféle helyszínen rögzítették. Az egyik a Blond Ambition Japan Tour 90., melyet Jokohama-ban 1990. április 27-én rögzítettek, a másik pedig a Blond Ambition World Tour Live, melyet Nizzában 1990. augusztus 5-én vettek fel.

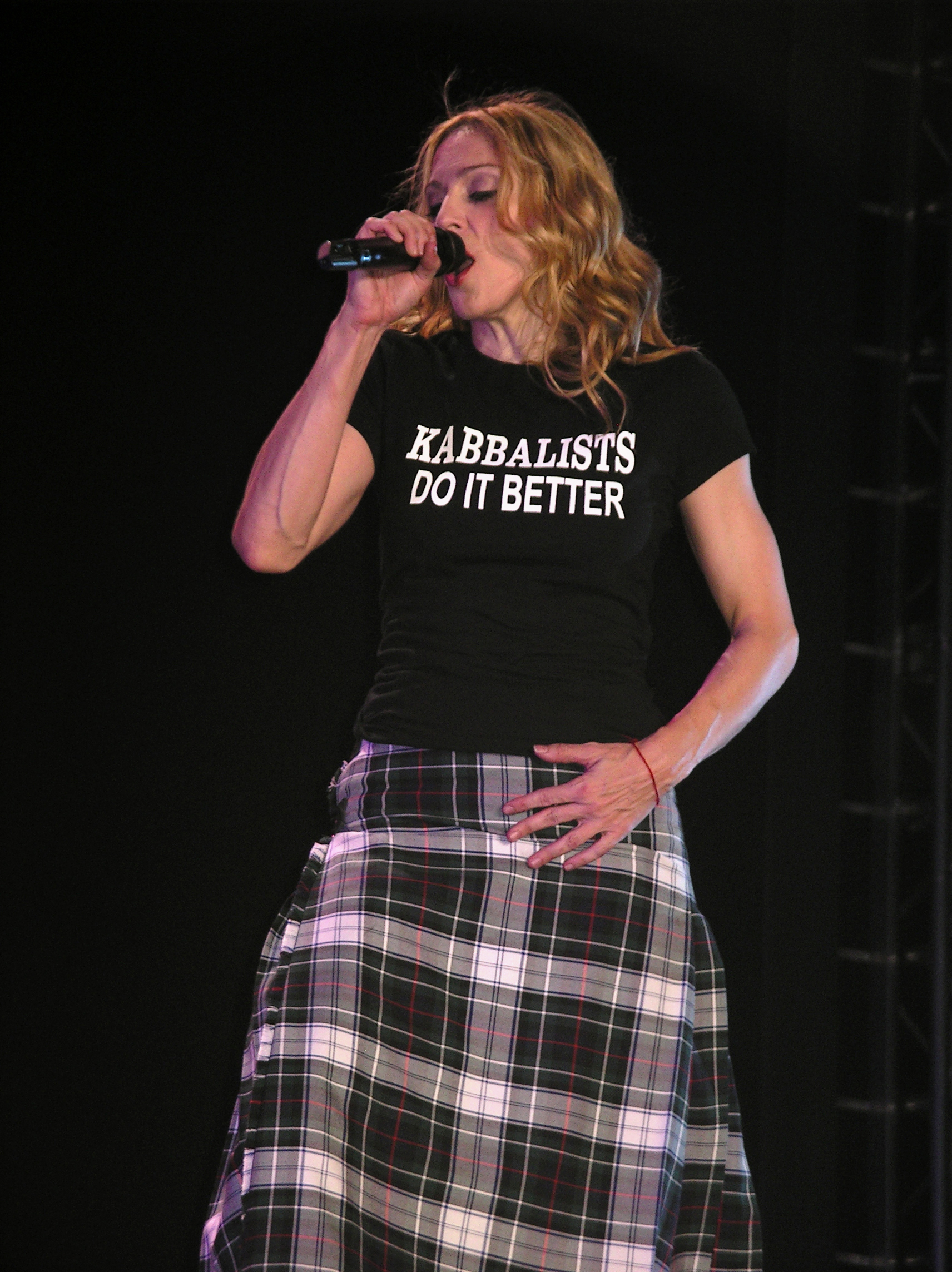
Madonna a "Papa Don't Preach" előadása közben a párizsi Re-Invention világturné részeként. (2004)

2004-ben a Re-Invention World Tour turnén Madonna egy skót szoknyában lépett színpadra, és többféle szöveggel készült pólóban, melyre az alábbiak voltak írva: "Kabbalists do it Better", vagy a"Brits do it Better" és az "Irish do it Better" című feliratok. A pólók szövege a videoklipben viselt pólóra emlékeztetett, amelyen hasonló szöveg volt írva. Ezeket a pólókat az Egyesült Királyságban, és Írországban viselte a koncertek alatt. 2012-ben Madonna a dal rövidebb változatát is előadta a The MDNA Tour részeként. Fekete szűk ruhában, majd katonai ruházatban, állati maszkot viselő táncossal körülvéve táncolt. A dal a Madame X Tour (2019–2020) részeként is szerepelt.

## Hatása

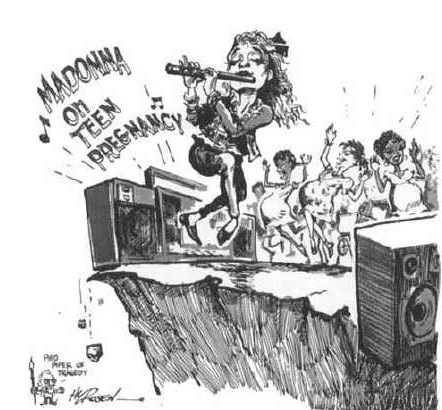
Madonna karikatúra a "Papa Don't Preach" előadásáról. A Madonna zenei videók értelmezése a társadalom, és a rajongók részéről.

Ahogy a dal népszerűsége nőtt az Egyesült Államokban, növekedett a terhességgel és abortusszal foglalkozó csoportok száma, kritikája, és támogatása is. 1986 júliusában nem sokkal a video megjelenése után Madonna nyilatkozott Stephen Holdennek, a The New York Times újságírójának: 

A "Papa Don't Preach" egy olyan üzenetet hordozó dal, melyet mindenki rosszul fog értelmezni. Azonnal azt fogják mondani, hogy minden fiatal lánynak azt tanácsolom, hogy essen teherbe. Amikor először hallottam a dalt, arra gondoltam, hogy elég ostoba, aztán hosszas gondolkodás után arra jöttem rá, hogy valójában egy lányról szól, aki komoly döntést hoz az életében. Nagyon szoros kapcsolatban van apjával, és szeretné ezt megtartani. Számomra ez az élet boldogsága. Azt mondja: "Szeretlek apa, és szeretem azt az embert, akinek a gyermekét hordom a szívem alatt". Természetesen senki sem tudja hogy ér véget a történet, de legalább pozitívan indul. 

A dalt üzenetét többen is támadták, köztük Ellen Goodman, aki a videót a "tizenéves terhesség reklámjának" nevezte. A feminista ügyvéd Gloria Alled a Nemzeti Női Szervezet (MOST) szóvivője dühösen felszólította Madonnát, hogy tegyen közzé egy nyilatkozatot, vagy más dokumentumot, amely alátámasztja az ellenkező nézeteket a dalról. Alfred Moran a New York City Planned Parenthood ügyvezetője szintén bírálta a dalt, attól tartva, hogy aláássa a születésszabályozás előmozdítására irányuló erőfeszítéseket a serdülők körében, és ösztönzi a serdülőköri terhességet. Az ügynökség klinikái 1985-ben kérdőíveket töltettek ki olyan lányokkal, akik Madonna stílusát utánozzák. Moran elmondta, hogy a dal üzenete az, hogy teherbe kell esni, a csecsemő születése megfelelő, jó dolog, és ne hallgassa meg senki a szüleit, az iskolát, vagy bárkit, aki másképp vélekedik. – "Ne prédikálj nekem, Papa". A valóság az, amit Madonna javasol a tinédzsereknek, az egyenes út a tartós szegénységhez.
Ezzel szemben az abortusz elleni csoportok a "Papa Don't Preach"-et pozitív, abortuszellenes dalnak tekintették. Susan Carpenter-McMillan a Feminists for Life (FFL) kaliforniai részlegének elnöke az Egyesült Államokban azt nyilatkozta, hogy "a fiatal nők számára minden utcai sarkon könnyen elérhető abortusz van. Most amit Madonna mond nekik, az egy alternatíva". Tipper Gore a Parents Music Resource Center (PMRC) alapítója aki egy évvel korábban elítélte Madonnát a "Dress You Up"  című dalszöveg szexuális tartalma miatt, elismeréssel volt Madonna felé, aki őszintén beszélt egy ilyen komoly témáról és fontos társadalmi kérdésről dalában. Gore ezt nyilatkozta a dallal kapcsolatban: "A dal egy súlyos témát feszeget, mely érzékenyen hat Madonna bemutatásában". Ez a tény arra is  utal, hogy a családoknak nagyobb támogatást és több kommunikációt kell folytatniuk a témával kapcsolatban.
A dal írója Brian Elliot így kommentálta a hallottakat: "Csak azt szerettem volna, hogy ez a dal egy együtt érző karakteres dal legyen. Apaként szeretnék tudni a gyermekeim problémáiról." Madonna elkerülte az ellentmondásokat, és nem kommentálta a dal életre szóló állításait. A publicista Liz Rosenberg azt nyilatkozta, hogy Madonna énekel egy dalt, de nem állít fel álláspontot a dalban. A dal filozófiája az, hogy az emberek azt gondolnak, amit akarnak a dalról. Danny Aiello aki a videóban Madonna apját játszotta, ugyanebben az évben készített egy felvételt "Papa Wants the Best for You" címmel, mely válasz volt a Madonna dalra. A dalt Artie Schroeck írta az apja szemszögéből.

## Feldolgozások

### Kelly Osbourne verzió
2002-ben a brit énekesnő Kelly Osbourne rögzítette a dal rock változatát, melyet az Incubus együttes tagjaival közösön készített. Mike Einziger gitáron, José Pasillas dobokon közreműködött. A lemezborítót testvére Jack Osbourne készítette. A dal bónusz dalként szerepelt Shut Up című debütáló albumán, valamint az MTV reality műsorában a The Osbournes-ben is elhangzott. A dal debütáló kislemezként is megjelent.
A dal az Egyesült Királyságban 2002 szeptemberében jelent meg, és a 3. helyezést érte el. Szerte Európában sikeres volt, és Top 10-es helyezést ért el Írországban, és Finnországban is. Top 20-as volt Svédországban, Ausztráliában, ahol a 3. helyen debütált. Az Ausztrál Hanglemezkiadók Szövetsége platina minősítéssel díjazták a dalt.

### Egyéb verziók
1986-ban Weird Al" Yankovic dolgozta fel a dalt saját stílusában a Polka Party! című albumára. A francia Mad'House együttes a dal eurodance változatát készítette el, mely szerepel a 2002-ben megjelent Absolutely Mad című lemezen. Covers of the song on tribute albums include Brook Barros on The Music of Madonna, released in 2005, Brook Barrons tribute albumára a The Music of Madonna címűre dolgozta fel a dalt 2005-ben. A dal jazz verziója a Da's Plays Madonna in Jazz című albumon jelent meg 2007-ben. A dal mintáját használta fel Mario Winans 2004-es kislemezén a "Never Really Was" címűben. A dal lassú változatát készítette el Keshia Chanté, aki a dal hangmintáját használta fel "Fallen" című dalában. 2001-ben a Picturehouse jelentette meg a dal akusztikus változatát első Even Better Than The Real Thing  című feldolgozás albumán. Dianna Agron a Glee televíziós műsorban 2009-ben jelentette meg a dal akusztikus feldolgozását, ahogy Quinn Fabray karaktereként terhes tinédzserként szerepel.

## Számlista
| - 7" single (US) 1. "Papa Don't Preach" (LP Version) – 4:27 2. "Pretender" (LP Version) – 4:28 - 7" single (UK) 1. "Papa Don't Preach" (LP Version) – 4:27 2. "Ain't No Big Deal" – 4:12 - 7" single (Japan) 1. "Papa Don't Preach" (LP Version) – 4:27 2. "Think of Me" (LP Version) – 4:54 - International CD Video single 1. "Papa Don't Preach" (LP Version) – 4:27 2. "Papa Don't Preach" (Extended Remix) – 5:43 3. "Pretender" (LP Version) – 4:28 4. "Papa Don't Preach" (Video) – 5:00 | - US 12" maxi-single 1. "Papa Don't Preach" (Extended Remix) – 5:43 2. "Pretender" (LP Version) – 4:28 - Németország / U.K. 12" limited edition 1. A1."Papa Don't Preach" (Extended Version) – 5:45 2. B1."Ain't No Big Deal" – 4:12 3. B2."Papa Don't Preach" (LP Version) – 4:27 - Németország / UK CD Maxi Single (1995) 1. "Papa Don't Preach" (Extended Version) – 5:45 2. "Ain't No Big Deal" – 4:12 3. "Papa Don't Preach" (LP Version) – 4:27 |

## Közreműködő személyzet
- Brian Elliot – Zene és szöveg
- Madonna  – további dalszövegek, producer , ének
- Stephen Bray  – producer, szintetikus basszus, ütőhangszerek, dobok , billentyűzetek
- Reggie Lucas  – az "Ain't No Big Deal" producere
- David Williams – ritmusgitár
- Bruce Gaitsch – elektromos gitár
- John Putnam – akusztikus gitár , elektromos gitár
- Fred Zarr  – további billentyűzetek
- Johnathan Moffett – ütőhangszerek
- Billy Meyers – húros hangszerek
- Siedah Garrett  – háttérének
- Edie Lehmann – háttérének

## Slágerlista
| Slágerlista (1986)                       | Legjobb helyezések |
| ---------------------------------------- | ------------------ |
| Australia (Kent Music Report)            | 1                  |
| Ausztria (Ö3 Austria Top 40)             | 4                  |
| Belgium (Ultratop 50 Flanders)           | 1                  |
| Kanada Top Singles (RPM)                 | 1                  |
| European Hot 100 Singles (Music & Media) | 1                  |
| European Airplay Top 50 (Music & Media)  | 1                  |
| Franciaország (Single Top 100)           | 3                  |
| Németország (Media Control Charts)       | 2                  |
| Izland (RÚV)                             | 2                  |
| Írország (IRMA)                          | 1                  |
| Hollandia (Top 40)                       | 2                  |
| Hollandia (Single Top 100)               | 1                  |
| Új-Zéland (Recorded Music NZ)            | 3                  |
| Norvégia (VG-lista)                      | 1                  |
| Poland (LP3)                             | 2                  |
| Spain (AFYVE)                            | 4                  |
| Svédország (Sverigetopplistan)           | 6                  |
| Svájc (Schweizer Hitparade)              | 2                  |
| Egyesült Királyság (UK Singles Chart)    | 1                  |
| US Billboard Hot 100                     | 1                  |
| US Adult Contemporary (Billboard)        | 16                 |
| US Hot Dance Club Songs (Billboard)      | 4                  |

| Slágerlista (1986)                   | Helyezések |
| ------------------------------------ | ---------- |
| Australia (Kent Music Report)        | 9          |
| Austria (Ö3 Austria Top 40)          | 21         |
| Belgium (Ultratop Flanders)          | 6          |
| Canada Top Singles (RPM)             | 13         |
| Germany (Official German Charts)     | 18         |
| Netherlands (Single Top 100)         | 13         |
| New Zealand (Recorded Music NZ)      | 13         |
| Switzerland (Schweizer Hitparade)    | 14         |
| UK Singles (Official Charts Company) | 8          |
| US Billboard Hot 100                 | 29         |
| US Dance Club Songs (Billboard)      | 29         |

| Slágerlista (1958–2018) | Helyezés |
| ----------------------- | -------- |
| US Billboard Hot 100    | 579      |

## Minősítések
| Ország                   | Minősítés | Eladás    |
| ------------------------ | --------- | --------- |
| Egyesült Királyság (BPI) | arany     | 651.000   |
| Japán (Oricon)           |           | 34.410    |
| Belgium (BEA)            |           | 100.000   |
| Franciaország (SNEP)     | ezüst     | 250.000   |
| Egyesült Államok (RIAA)  | arany     | 1.000.000 |